# Mujeres en China

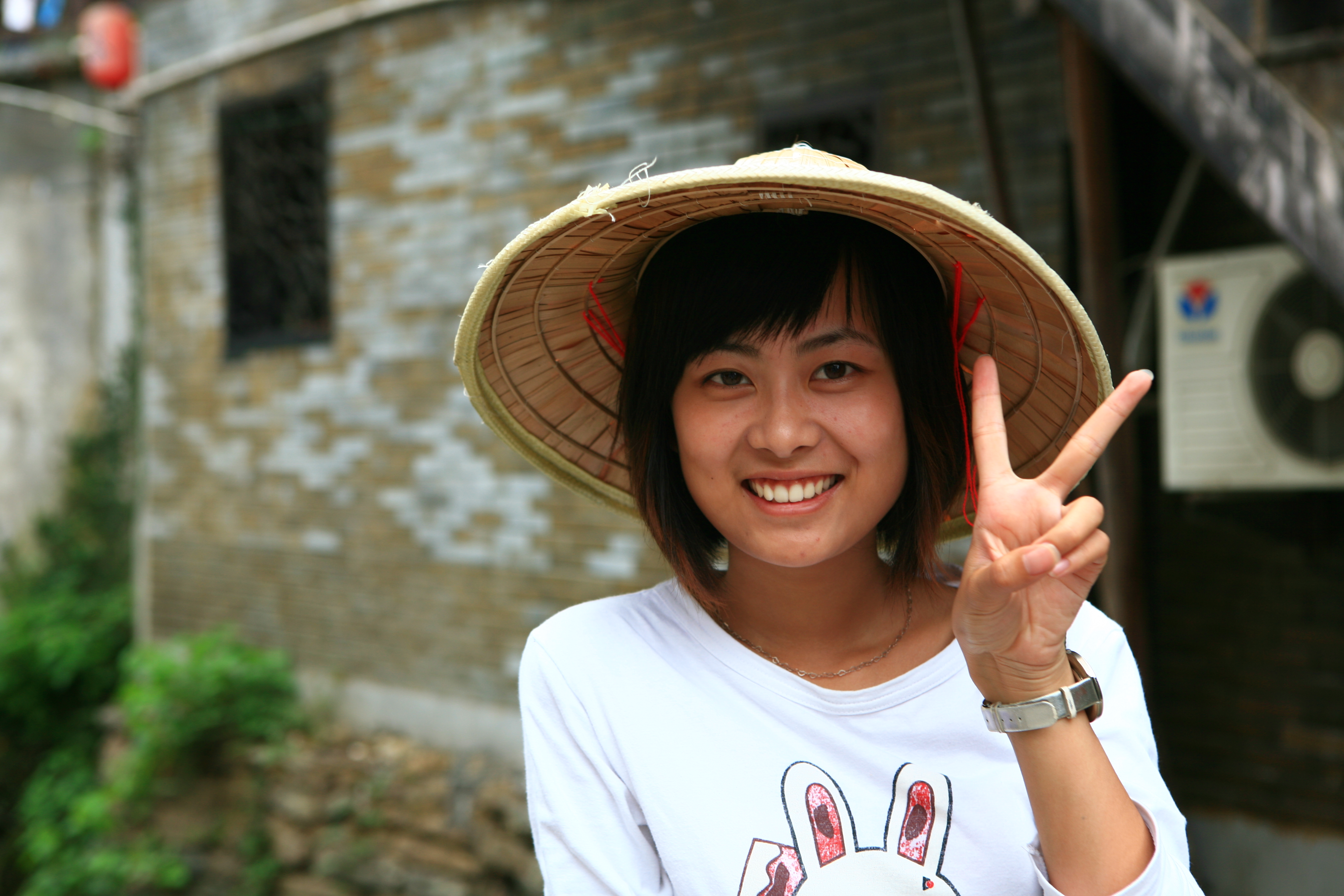
Una mujer en la Jiangxi rural.

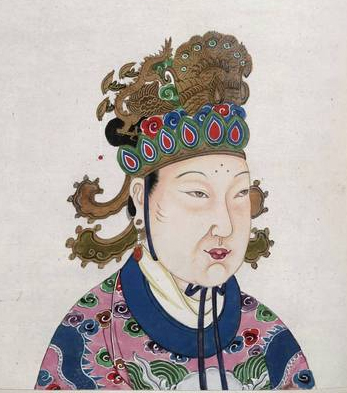
Emperatriz Wu Zetian.

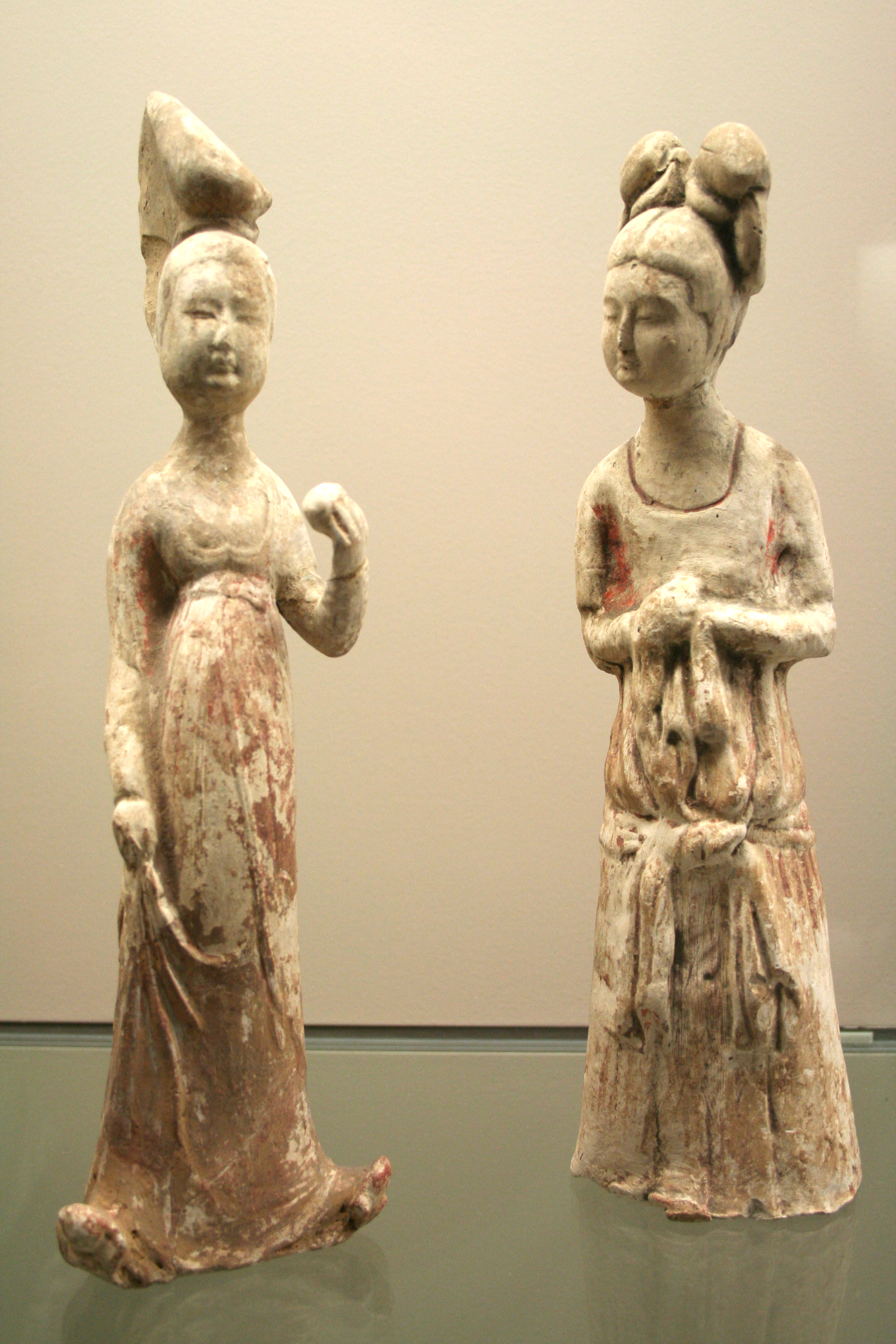
Figurillas de mujeres, dinastía Tang.

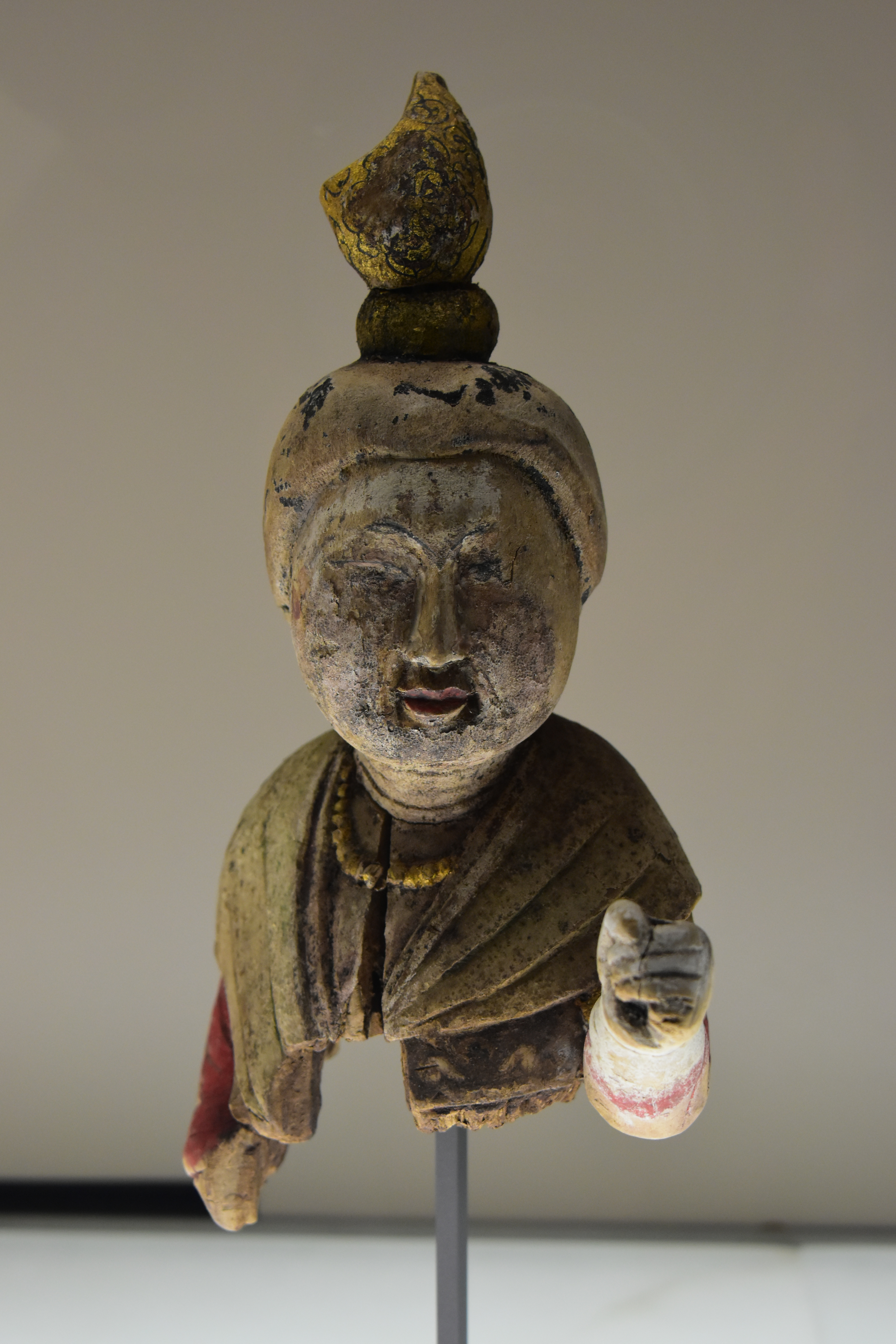
Busto policromado de mujer, dinastía Tang.

Las mujeres en China representan aproximadamente el 49% de la población.En la China moderna, la vida de las mujeres ha cambiado considerablemente debido a las reformas de finales de la dinastía Qing, los cambios del periodo republicano, la guerra civil china y el ascenso de la República Popular China (RPC). Al igual que las mujeres de muchas otras culturas, las mujeres de China han sido oprimidas históricamente. Durante miles de años, las mujeres de China vivieron bajo el orden social patriarcal caracterizado por la enseñanza de Confucio de la «piedad filial».
El logro de la liberación de la mujer ha estado en la agenda del Partido Comunista Chino (PCCh) desde los inicios de la RPC. Tras la revolución comunista china de 1949, el presidente Mao Zedong sustituyó el uso común del término «女人» [nüren] por «妇女» [funü], como dijo en su famosa frase «妇女 能顶半边天» (Las mujeres sostienen la mitad del cielo). «妇女» es un término para referirse a las mujeres trabajadoras, que significa el papel revolucionario que desempeñan las mujeres en la liberación de China. La primera celebración del «妇女节» (Día Internacional de la Mujer) inmediatamente después del establecimiento del PCCh consolidó las estrategias de representación asociadas al «妇女».
Durante el periodo de Mao, se llevaron a cabo muchas políticas para promover la igualdad de género. La Nueva Ley del Matrimonio aprobada el 1 de mayo de 1950 ilegalizó el matrimonio forzado y el concubinato. Las últimas prácticas regionales del vendado de pies se extinguieron, y el último caso de vendado de pies se registró en 1957. El Gran Salto Adelante, aunque se centró en mejorar la productividad total, creó oportunidades de trabajo para las mujeres. Sin embargo, siguieron desempeñando papeles periféricos y rara vez ascendieron a puestos de toma de decisiones. La representación de las mujeres como «mujeres de hierro» que trabajaban sin descanso en los lugares de trabajo desestimó la carga doméstica no aliviada que las mujeres aún se veían obligadas a asumir y homogeneizó la individualidad de las mujeres.
Aunque los derechos de la mujer en la China contemporánea han mejorado considerablemente, las mujeres siguen sufriendo un estatus inferior al de los hombres. Bajo el mandato del secretario general del PCCh, Xi Jinping, los beneficios de las mujeres han disminuido en comparación con los líderes anteriores. Tras ser testigo de los crecientes movimientos feministas en China, el gobierno de Xi cerró muchas ONG activistas y censuró las plataformas feministas. El feminismo ha sido considerado por los nacionalistas como una ideología occidental tóxica. Xi Jinping ha animado a las mujeres a «fomentar activamente un nuevo tipo de cultura matrimonial y de procreación».

## Evolución histórica

### China antigua e imperial
La sociedad china premoderna fue predominantemente patriarcal y patrilineal desde el siglo XI a. C. en adelante. Las libertades y oportunidades de que disponían las mujeres variaban según la época y la situación regional. El estatus de la mujer, al igual que el del hombre, estaba estrechamente ligado al sistema de parentesco chino. Desde el punto de vista de los antiguos chinos, la estructura familiar es el microsistema del sistema político. Por lo tanto, la lealtad hacia el Emperador era la misma que la de las mujeres dentro de la familia, que debían obedecer a sus maridos para cumplir el rol establecido por tradición desde hacía mucho tiempo. La preferencia sesgada por los hijos varones ha existido desde siempre en China, lo que ha dado lugar a elevadas tasas de infanticidio femenino. También existía una fuerte tradición de restricción de la libertad de movimiento de las mujeres, sobre todo de las de clase alta, que se manifestaba a través de la práctica del vendado de pies. Sin embargo, el estatus legal y social de la mujer cambió mucho en el siglo XX, especialmente en la década de 1970, tras la promulgación de las políticas del hijo único y de apertura económica.
Las antiguas tradiciones chinas en torno al matrimonio incluían muchos pasos rituales. Durante la dinastía Han, un matrimonio sin dote o regalo esponsal se consideraba deshonroso. Sólo después de que se intercambiaran los regalos se procedería a un matrimonio; y la novia sería llevada a vivir a la casa ancestral del nuevo marido. Se esperaba que allí la ahora esposa viviera con toda la familia de su marido y siguiera todas sus normas y creencias. Muchas familias seguían las enseñanzas confucianas relativas a honrar a sus mayores. Estos rituales se transmitían de padres a hijos. Se confeccionaban listas familiares oficiales con los nombres de todos los hijos y esposas. Las esposas que no producían un hijo eran excluidas de las listas familiares. Cuando un marido moría, se consideraba que la esposa era propiedad de la familia de su cónyuge. Algunas familias de las esposas fijaban rescates para recuperar a sus hijas, aunque nunca junto con sus hijos, que permanecían con la familia del marido.
A finales de la dinastía Qing, las relaciones sexuales extramatrimoniales  y la fornicación (una etiqueta utilizada habitualmente para referirse a las relaciones sexuales prematrimoniales) por parte de las mujeres estaban penalizadas.: 41 

### Evolución a principios delsigloXX
Las estructuras familiares tradicionales, incluido el hogar multigeneracional en el que las abuelas paternas dominaban la vida doméstica, persistieron durante los primeros años de la República de China.
En las décadas de 1880 y 1890, los intelectuales reformistas chinos, tanto hombres como mujeres, preocupados por el desarrollo de China hacia un país moderno, plantearon cuestiones feministas y de igualdad de género en el debate público; se fundaron escuelas para niñas, surgió una prensa feminista y la Sociedad Anti-Vendaje de Pies y Sociedad del Pie al Natural, que promovía la abolición del vendaje de pies.
Los primeros reformistas, incluido Liang Qichao, erudito, periodista y reformista político en los últimos años de la dinastía Qing, fueron de los primeros en la China imperial tardía en considerar «la cuestión de la mujer».
Durante la República de China (1912-1949) se produjeron muchos cambios en la vida de las mujeres. En 1912 se fundó la Alianza por el Sufragio Femenino, una organización que agrupaba a muchas organizaciones locales de mujeres, para trabajar por la inclusión de la igualdad de derechos y el sufragio femenino en la constitución de la nueva república tras la abolición de la monarquía, y aunque el esfuerzo no tuvo éxito, significó un importante periodo de activismo feminista.
En noviembre de 1919, el suicidio de la señorita Zhao provocó un debate cultural sobre el papel de la mujer moderna en la vida social y política. Una mujer obligada a contraer un matrimonio concertado por su familia, la señorita Zhao, se suicidó cortándose la garganta mientras era trasladada a la casa de su futuro marido. El hecho, antes rutinario, del suicidio de una mujer para evitar un matrimonio concertado se convirtió en un importante centro de debate para las feministas chinas. Entre los comentaristas feministas se encontraba Mao Zedong, que publicó nueve artículos periodísticos sobre el suicidio y la necesidad de revisar las normas sociales relativas a la mujer. Simultáneamente, la obra de Henrik Ibsen Casa de muñecas se acababa de traducir y se representaba en Shanghái. El ejemplo de la Nora de la obra alimentó aún más a los intelectuales radicales y el debate sobre el papel de la mujer en China.
Una generación de nuevas mujeres educadas y profesionales surgió tras la inclusión de las niñas en el sistema escolar estatal y después de que las mujeres estudiantes actuaran en la Universidad de Pekín en 1920, y en el Código Civil de 1931 se otorgó a las mujeres los mismos derechos de herencia, se prohibió el matrimonio forzado y se concedió a las mujeres el derecho a controlar su propio dinero y a iniciar el divorcio. No se organizó ningún movimiento femenino unificado a nivel nacional hasta que China se unificó bajo el Gobierno del Kuomintang en Nankín en 1928; el sufragio femenino se incluyó en la nueva Constitución de 1936, aunque ésta no se aplicó hasta 1947.
La profesora Lin Chun escribe que "la liberación de la mujer se había destacado en el programa comunista desde el principio y, en ese sentido, la revolución china fue simultáneamente una revolución de las mujeres, y el socialismo chino una causa de las mujeres". En la década de 1920, el movimiento comunista en China utilizaba una estrategia de organización obrera y campesina que combinaba la defensa del lugar de trabajo con la defensa de los derechos de la mujer. Los comunistas dirigían los esfuerzos de organización sindical entre los trabajadores masculinos mientras trabajaban simultáneamente en las comunidades campesinas cercanas en cuestiones relacionadas con los derechos de la mujer, incluida la alfabetización de las mujeres. Mao Zedong y Yang Kaihui fueron algunos de los organizadores políticos comunistas más eficaces que utilizaron este método. Las campesinas pobres eran por lo general firmes partidarias de los programas del Partido Comunista.: 157 
Durante el Terror Blanco que comenzó con la masacre de Shanghái de 1927 por parte del Kuomintang contra los comunistas, el Kuomintang atacó específicamente a las mujeres percibidas como no tradicionales. Las fuerzas del Kuomintang presumían que las mujeres que llevaban el pelo corto y que no habían sido sometidas a la práctica de vendarse los pies eran radicales. Las fuerzas del Kuomintang les cortaban los pechos, les afeitaban la cabeza y exhibían sus cadáveres mutilados para acobardar a la población.
En la guerra civil china, los comunistas promulgaron medidas en favor de los derechos de la mujer en las zonas del país que controlaban. Las órdenes emitidas por los gobiernos soviéticos del Ejército Rojo impulsaron la libertad de divorciarse y casarse, liberando a las mujeres de los matrimonios feudales y dando lugar a un fuerte apoyo de las mujeres a la revolución.: 181  En la zona de base revolucionaria de Jiangxi, las autoridades dirigidas por el PCCh promulgaron el Reglamento Matrimonial de 1931 y las Leyes Matrimoniales de 1941, que seguían el modelo de los estatutos de la Unión Soviética. Estos estatutos declaraban el matrimonio como una unión libre entre un hombre y una mujer, sin la interferencia de otras partes, y permitían el divorcio de mutuo acuerdo. Estas eran las leyes matrimoniales más progresistas de la época en China y propiciaron que las mujeres pudieran divorciarse de los hombres con los que habían sido obligadas a casarse, abandonar a los cónyuges maltratadores y cultivar sus propias tierras. Durante la Guerra Civil, las mujeres rurales también estuvieron al frente del cuidado de los dependientes de los hombres que luchaban en el Ejército Rojo, en particular a través de las Asociaciones de Mujeres.: 157 
Durante el movimiento de reforma agraria de China (que comenzó tras la derrota de los japoneses en la segunda guerra sino-japonesa y continuó en los primeros años de la República Popular China), el Partido Comunista animó a las mujeres rurales a lograr un «doble fanshen»: una transformación revolucionaria como campesinas y un despertar feminista como mujeres. El Partido instó a las mujeres rurales a rechazar los postulados chinos tradicionales sobre su papel en la sociedad. Junto con la reforma agraria, el movimiento promovió cuestiones femeninas como la eliminación del precio de la novia y la inversión del estigma contra las viudas que volvían a casarse. El Partido divulgó los éxitos en la liberación de la mujer, como el progreso de las mujeres hui del noroeste de China, de las que se decía que no solo habían recibido tierras gracias al movimiento rural, sino también la «libertad sobre sus propios cuerpos» y una mayor participación política.

### Evolución en la República Popular China
Tras la fundación de la RPC en 1949, los gobiernos locales recién establecidos siguieron dando prioridad a la movilización política de las mujeres. La afirmación de Mao de que «las mujeres sostienen la mitad del cielo» se convirtió en un eslogan importante que simbolizaba el apoyo de la RPC a la igualdad social y política de las mujeres con los hombres.: 298  El estigma cultural contra las mujeres jóvenes que trabajaban fuera del hogar se desintegró. Las abuelas chinas intensificaron su papel de cuidadoras de sus nietos, facilitando las oportunidades de las mujeres más jóvenes para el trabajo remunerado. En un debilitamiento de la tradicional patrilinealidad china, las abuelas por parte de madre adquirieron el mismo estatus que las abuelas por parte de padre, lo que les permitió cubrir las carencias en el cuidado de los hijos.
Poco después de su fundación, la RPC aprobó la Ley del Matrimonio de 1950. En ella se prohibía el concubinato y los matrimonios cuando una de las partes era sexualmente impotente, padecía una enfermedad venérea, lepra o un trastorno mental. La ley abolió los matrimonios concertados, el pago de dinero o bienes por una esposa, y proscribió la poligamia y el matrimonio infantil. Tras la aprobación de la Ley del Matrimonio de 1950, campañas masivas promovieron el principio de los matrimonios monógamos libremente elegidos y el registro oficial del matrimonio.: 70 
John Engel, profesor de Recursos Familiares en la Universidad de Hawái, sostiene que la RPC estableció la Ley del Matrimonio de 1950 para redistribuir la riqueza y lograr una sociedad sin clases. La ley «pretendía provocar ... cambios fundamentales ... encaminados a la revolución familiar destruyendo todos los patrones anteriores ... y construyendo nuevas relaciones sobre la base de la nueva ley y la nueva ética». Xiaorong Li, investigadora del Instituto de Filosofía y Política Pública de la Universidad de Maryland, afirma que la Ley del Matrimonio de 1950 no sólo prohibió las formas más extremas de subordinación y opresión femeninas, sino que otorgó a las mujeres el derecho a tomar sus propias decisiones matrimoniales. Varias décadas después de la aplicación de la Ley del Matrimonio de 1950, China seguía afrontando graves problemas, sobre todo en el control de la población.
En la década de 1950, los cuadros femeninos de alto nivel del Partido Comunista desempeñaron un papel importante en la defensa de un mayor acceso al aborto y a las cirugías de esterilización: en su opinión, las mujeres no podían «sostener la mitad del cielo» ni avanzar en su labor revolucionaria si tenían demasiados hijos.: 75 
En los años 50, la campaña política de las «Cinco buenas familias» instaba a las familias a practicar los principios de (1) «armonía entre maridos y esposas»; (2) «igualdad entre hombres y mujeres»; (3) «frugalidad en los quehaceres domésticos»; (4) «solidaridad entre vecinos»; y (5) «honrar a los mayores y cuidar de los jóvenes».
A partir de la década de 1950, China trató de lograr la igualdad de género incluyendo a las mujeres en la población activa formal.: 132   En las zonas urbanas, este proceso se vio facilitado por el desarrollo de una red de guarderías públicas, centros de día y jardines de infancia.: 132   En las zonas rurales, las madres trabajadoras obtenían el apoyo de las suegras y otros miembros de la familia extensa, normalmente por parte del padre.: 132–133 
El enfoque del Gran Salto Adelante en la movilización total de la mano de obra dio lugar a oportunidades para el avance laboral de las mujeres. La necesidad de movilizar la mano de obra femenina impulsó la relajación de las restricciones al control de la natalidad. : 16  La creciente colectivización del trabajo trajo consigo más oportunidades para que las mujeres «abandonaran el hogar», aumentando así su independencia económica y personal.: 297–298   El número de mujeres en las instituciones estatales y en las empresas públicas se triplicó con creces entre 1957 y 1960.
A medida que las mujeres fueron cada vez más requeridas para trabajar en la agricultura y la industria, y alentadas por la política a hacerlo, surgió el fenómeno de las Mujeres de Hierro. Las mujeres realizaron trabajos tradicionalmente masculinos tanto en el campo como en las fábricas, incluyendo importantes movimientos de mujeres hacia puestos directivos. Las mujeres competían por una alta productividad, y las que se distinguían llegaron a ser llamadas Mujeres de Hierro. Las trabajadoras de los equipos móviles de proyección de películas que llevaron el cine a la China rural fueron promovidas por los medios de comunicación como trabajadoras modelo y símbolos del avance de la igualdad de género. : 104–105  Se hicieron populares eslóganes como «No hay diferencia entre hombres y mujeres en esta nueva era» y «Podemos hacer cualquier cosa, y cualquier cosa que hagamos, podemos hacerla bien».
El creciente papel de las mujeres en el trabajo agrícola también tuvo el efecto indirecto de apoyar la campaña de la industria pesada al aumentar la disponibilidad de hombres para la mano de obra en proyectos como la construcción del Tercer Frente.: 151 
Durante la Revolución Cultural, una forma en que China promovió su política de feminismo de Estado fue a través de la ópera revolucionaria. La mayoría de los ocho dramas modelo de este periodo presentaban a mujeres como protagonistas. Las narraciones de estas mujeres protagonistas comienzan con ellas oprimidas por la misoginia, la posición de clase y el imperialismo antes de liberarse a través del descubrimiento de su propia fuerza interna y del Partido Comunista.
En 1980 se aprobó una segunda ley matrimonial que fue promulgada en 1981. Esta Nueva Ley Matrimonial prohibió los matrimonios concertados y forzados y desplazó el centro de atención del dominio de los hombres a los intereses de los niños y las mujeres. El artículo 2 de la Ley del Matrimonio de 1980 establece directamente: «se protegen los derechos e intereses legítimos de las mujeres, los niños y los ancianos. Se practica la planificación familiar». Los adultos, tanto hombres como mujeres, también obtuvieron el derecho al divorcio legal.
Para luchar contra la tenacidad de la tradición, el artículo 3 de la Ley del Matrimonio de 1980 siguió prohibiendo el concubinato, la poligamia y la bigamia. El artículo prohibía los matrimonios mercenarios en los que se paga un precio por la novia o una dote. Según Li, el negocio tradicional de vender mujeres a cambio de matrimonio volvió después de que la ley otorgara a las mujeres el derecho a elegir a sus maridos. En 1990, las autoridades chinas investigaron 18.692 casos.
Aunque la ley prohíbe en general la recaudación de dinero o regalos en relación con los acuerdos matrimoniales, los pagos del precio de la novia siguen siendo habituales en las zonas rurales, aunque las dotes se han reducido y son menos comunes. En las zonas urbanas, la costumbre de la dote casi ha desaparecido. Desde entonces, la costumbre del precio de la novia se ha transformado en la entrega de regalos a la novia o a su familia. El artículo 4 de la ley de matrimonio de 1980 prohibía el uso de la coacción o la interferencia de terceros, afirmando: «el matrimonio debe basarse en la plena voluntad de las dos partes». Como argumenta Engel, la ley también fomentaba la igualdad de género al hacer que las hijas tuvieran el mismo valor que los hijos, sobre todo en lo que respecta a las posibilidades de seguro de vejez. El artículo 8 establece: «una vez registrado el matrimonio, la mujer puede pasar a formar parte de la familia del hombre, o el hombre puede pasar a formar parte de la familia de la mujer, según la voluntad de las dos partes».
En 2001, la Ley del Matrimonio se revisó de nuevo para proteger a las mujeres de las tendencias sociales perjudiciales tras las reformas del mercado chino, como la poligamia de los hombres ricos y el trabajo femenino mal pagado. La ley se deliberó mediante un proceso de revisión abierto que incluyó aportaciones de académicas feministas y abogadas. También se enmendaron otras leyes civiles y penales para proteger mejor los derechos e intereses de las mujeres, incluida la ley de sucesiones. En las zonas rurales, a menudo no se confiere a las mujeres los mismos derechos de propiedad en función de las relaciones matrimoniales.
En 2019 se publicó una directiva gubernamental por la que se prohibía a los empleadores de China publicar anuncios de trabajo en los que se dijera «preferiblemente hombres» o «sólo hombres», y se prohibía a las empresas preguntar a las mujeres que buscan trabajo sobre sus planes de maternidad y matrimonio o exigir a las solicitantes que se sometan a pruebas de embarazo.

## Mujeres y familia

### Matrimonio y planificación familiar
El matrimonio tradicional en la China prerrevolucionaria era un contrato entre familias más que entre individuos. Los padres de los futuros novio y novia concertaban el matrimonio haciendo hincapié en la alianza entre las dos familias. La selección del cónyuge se basaba en las necesidades familiares y en el estatus socioeconómico de la pareja potencial, más que en el amor o la atracción. Aunque el papel de la mujer variaba ligeramente con el estatus social del marido, normalmente su deber principal era proporcionar un hijo varón que continuara el apellido familiar.
Los matrimonios concertados eran realizados por un casamentero, que actuaba como enlace entre las dos familias. El arreglo de un matrimonio implicaba la negociación de un precio por la novia, regalos que se otorgarían a la familia de la novia y, ocasionalmente, una dote de ropa, muebles o joyas de la familia de la novia para utilizar en su nuevo hogar. El intercambio de una compensación monetaria por la mano de una mujer también se utilizaba en los matrimonios de compra.
La invasión japonesa de China durante la segunda guerra sino-japonesa tensó las estructuras familiares tradicionales. Provocó una separación masiva entre los mayores y los jóvenes, sobre todo porque éstos huyeron a zonas que no estaban bajo la ocupación japonesa o se convirtieron en soldados. Como resultado de la guerra, las mujeres jóvenes también pudieron encontrar trabajo fuera del hogar, lo que les proporcionó libertad respecto a los hogares tradicionales.
En 2013, Xi Jinping declaró que era necesario que las mujeres fueran «buenas esposas y madres» para garantizar el «crecimiento sano de la próxima generación». Durante la Asamblea Popular Nacional de 2020, se adoptó un código civil que contenía una serie de cambios significativos para las leyes chinas sobre el matrimonio y la familia. Se añadió un «periodo de reflexión» de 30 días a los procesos de divorcio. Antes de eso, algunos divorcios se finalizaban a las pocas horas de su solicitud, lo que suscitaba preocupación por los divorcios impulsivos.
Por otra parte, el nuevo código civil sigue definiendo el matrimonio únicamente entre un hombre y una mujer. La agencia estatal de noticias Xinhua describió el nuevo código civil como garante de «una familia y una sociedad armoniosas». En un artículo para The Diplomat, Chauncey Jung escribe que estas revisiones del código civil completan una transición desde la era de las mujeres que sostienen la mitad del cielo en la que, al menos retóricamente, China era una de las naciones más progresistas del mundo en cuanto a los derechos de la mujer a la era más regresiva de «fuertes valores familiares para una sociedad armoniosa». En 2022, una enmienda a la Ley de Protección de los Derechos e Intereses de la Mujer ordenó a las mujeres proteger los «valores familiares».
En 2024, se informó de que los gobiernos locales llamaban a las mujeres para preguntarles sobre su estado de embarazo, sus ciclos menstruales y sus intenciones de tener hijos.

### Políticas sobre el divorcio
La Ley del Matrimonio de 1950 facultaba a las mujeres para iniciar el proceso de divorcio. Según Elaine Jeffreys, futura becaria del Consejo Australiano de Investigación y profesora asociada de estudios sobre China, las solicitudes de divorcio sólo se concedían si estaban justificadas por razones políticamente adecuadas. Estas solicitudes eran mediadas por organizaciones afiliadas a los partidos, en lugar de por sistemas jurídicos acreditados. Las mujeres chinas eran alabadas en la sociedad si rechazaban volver a casarse y permanecían vivas para cuidar de la familia de su cónyuge. Ralph Haughwout Folsom, profesor de derecho chino, comercio internacional y transacciones empresariales internacionales en la Universidad de San Diego, y John H. Minan, abogado litigante en la División Civil del Departamento de Justicia de EE.UU. y profesor de derecho en la Universidad de San Diego, sostienen que la Ley de Matrimonio de 1950 permitía mucha flexibilidad en la denegación del divorcio cuando sólo una de las partes lo solicitaba. Durante las reformas económicas basadas en el mercado, China reinstituyó un sistema legal formal e implementó disposiciones para el divorcio de forma más individualizada.
Jeffreys afirma que la Ley del Matrimonio de 1980 preveía el divorcio sobre la base de que se habían roto las emociones o el afecto mutuo. Como resultado de los motivos más liberales para el divorcio, las tasas de divorcio se dispararon. A medida que las mujeres comenzaron a divorciarse de sus maridos aumentaron las tensiones y los hombres se resistieron, especialmente en las zonas rurales. Aunque ahora el divorcio está legalmente reconocido, miles de mujeres perdieron la vida por intentar divorciarse de sus maridos y algunas se suicidaron cuando se les negó el derecho al divorcio. El divorcio, antes visto como un acto raro durante la era Mao (1949-1976), se ha vuelto más común y las tasas siguen aumentando. Junto con este aumento del divorcio, se hizo evidente que las mujeres divorciadas recibían a menudo una parte injusta de la vivienda y la propiedad.
La Ley del Matrimonio enmendada de 2001, que según Jeffreys fue diseñada para proteger los derechos de la mujer, aportó una solución a este problema al volver a un «sistema moralista basado en la culpa con un enfoque renovado en los mecanismos colectivistas para proteger el matrimonio y la familia». Aunque todos los bienes adquiridos durante el matrimonio se consideraban comunes, no fue hasta la aplicación del artículo 46 de la Ley de Matrimonio de 2001 que la ocultación de bienes comunes fue punible. Esto se promulgó para garantizar una división justa durante un divorcio. El artículo también otorgaba a una de las partes el derecho a solicitar una indemnización al cónyuge que hubiera cometido cohabitación ilegal, bigamia y violencia familiar o deserción.
Durante la administración de Xi Jinping, la resurgente propaganda de los valores familiares tradicionales en el discurso chino con el objetivo de aumentar la tasa de natalidad creó más obstáculos al divorcio. En 2020, el «民法典» [minfadian; Código Civil] aprobado en la Tercera Sesión de la Decimotercera Asamblea Popular Nacional el 28 de mayo introdujo un «periodo de reflexión» de 30 días para el divorcio. El artículo 2077 del Libro Quinto Capítulo IV establece «Cuando una de las partes no esté dispuesta a divorciarse, podrá retirar la solicitud de registro de divorcio dentro de los treinta días siguientes a la recepción de dicha solicitud por la autoridad de registro matrimonial. Dentro de los treinta días siguientes a la expiración del plazo previsto en el párrafo anterior, ambas partes deberán acudir personalmente a la autoridad de registro de matrimonios para solicitar la expedición del certificado de divorcio, y de no hacerlo se considerará retirada la solicitud de registro de divorcio.» La noticia sobre la aplicación del «periodo de reflexión» provocó de inmediato una amplia indignación en las plataformas de las redes sociales, ya que muchos piensan que interfiere en su libertad conyugal e incluso pone en peligro la situación de las víctimas de la violencia doméstica. En cuanto a las preocupaciones del público en general, la Comisión de Asuntos Legislativos del Comité Permanente de la APN afirma que las situaciones extremas, como la violencia doméstica y el abuso de drogas, no necesitan un «periodo de reflexión», que sólo se refiere al divorcio consensuado y que esos casos se resolverían mediante un juicio. Sin embargo, varios casos de violencia doméstica o asesinato tras la entrada en vigor del «periodo de reflexión» plantean dudas sobre la realidad de dicha práctica.

### Segundas esposas
En la China tradicional, la poligamia era legal y tener una concubina se consideraba un lujo para las familias aristocráticas. Las ambiciones dinásticas eran la justificación formal de la poligamia en aquella época, ya que las familias importantes buscaban aumentar el número de hijos y cimentar sus ambiciones sociales y económicas mediante matrimonios concertados. La gratificación sexual masculina también era una motivación subyacente de la poligamia, y las concubinas solían ser más jóvenes que las esposas y elegidas por su aspecto más que por su estatus social.
La poligamia continuó en la época de la República de China bajo el gobierno nacionalista. Durante el periodo nacionalista surgieron otras formas de poligamia. Una forma incluía dos esposas pero no la cohabitación polígama, por ejemplo, si un joven tenía un matrimonio concertado en su pueblo y luego se casaba por segunda vez mientras estaba en la universidad. Otra forma incluía las familias duales en las que un hombre se casaba y tenía una familia en China y volvía a casarse mientras vivía y viajaba al extranjero. En las décadas de 1930 y 1940, un hombre sólo podía tener una esposa oficial, pero la poligamia se mantuvo en los hogares más ricos, donde además de una esposa oficial, un hombre adinerado podía tener una concubina.: 70 
En 1950, la poligamia fue ilegalizada, pero el fenómeno de la poligamia de facto, o las llamadas «segundas esposas» («二奶» [èrnǎi]), ha resurgido en los últimos años. Cuando la poligamia era legal, las mujeres eran más tolerantes con las aventuras extramatrimoniales de sus maridos. Hoy en día, las mujeres que descubren que su marido tiene una «segunda esposa» son menos tolerantes y, desde la Nueva Ley Matrimonial de 1950, pueden pedir el divorcio.
La repentina industrialización de China reunió a dos tipos de personas: jóvenes trabajadoras y ricos hombres de negocios de ciudades como Hong Kong. En Hong Kong, gobernada por los británicos, la poligamia fue legal hasta 1971, de acuerdo con la práctica colonial británica de no interferir en las costumbres locales que Gran Bretaña consideraba relativamente inofensivas para el orden público. Varios hombres de negocios ricos se sienten atraídos por estas mujeres económicamente dependientes e inician relaciones conocidas como «mantener una segunda esposa» [bao yinai] en cantonés. Algunas mujeres inmigrantes que luchan por encontrar marido se convierten en segundas esposas y amantes. Hay muchos pueblos en el sur de China donde viven predominantemente estas «segundas esposas». Los hombres vienen y pasan una gran cantidad de tiempo en estos pueblos cada año mientras su primera esposa y su familia permanecen en la ciudad. Las relaciones pueden ir desde ser meras transacciones sexuales casuales pagadas hasta relaciones a largo plazo. Si una relación se desarrolla más, algunas de las mujeres chinas dejan su trabajo y se convierten en «amantes internas» cuyo principal trabajo es complacer al hombre trabajador.
Las primeras esposas en estas situaciones lo pasan mal y lo afrontan de diferentes maneras. Las mujeres que están lejos de sus maridos no tienen muchas opciones. Incluso si las esposas se trasladan a la China continental con sus maridos, el hombre de negocios sigue encontrando formas de mantener aventuras. Algunas esposas siguen el lema "un ojo abierto, con el otro cerrado", lo que significa que entienden que sus maridos están predispuestos a ser infieles, pero quieren asegurarse de que practican el sexo seguro y no traen a casa a otros niños. Muchas primeras esposas restan importancia al papel del padre para intentar responder a las preguntas de los niños sobre un padre a menudo ausente. Otras mujeres temen por su situación financiera y protegen sus derechos poniendo la casa y otros bienes importantes a su nombre.
Esta situación ha creado muchos problemas sociales y legales. A diferencia de las generaciones anteriores de matrimonios concertados, la poligamia moderna es más a menudo voluntaria. Las mujeres en China se enfrentan a serias presiones para casarse, por parte de la familia y los amigos. Incluso existe un término despectivo para las mujeres que no se han casado a finales de la veintena, sheng nu.

## Educación
La matriculación femenina en primaria y secundaria sufrió más que la masculina durante la Gran Hambruna china (1958-1961), y en 1961 se produjo un nuevo descenso repentino.
A partir de 2023, las niñas chinas recibirán una media de escolarización superior a la de los niños.: 69  Varios estudios atribuyen la mejora de la escolarización de las niñas a los efectos de la política de hijo único.: 69 
La disparidad de género persistió en la década de 1990 en los centros de enseñanza superior. En 2009, sin embargo, la mitad de los estudiantes universitarios eran mujeres. : 69  La tasa de aumento de los niveles de educación superior de las mujeres en China ha sido sustancialmente superior a la de países con niveles de renta per cápita similares, y a la de algunos países con niveles superiores.: 69 
Según los estudios realizados entre 2000 y 2009, las mujeres chinas obtuvieron un mayor rendimiento financiero de la educación que los hombres, con un 11-12% de rendimiento por año de escolarización frente al 6-7% de los hombres.: 69 

## Asistencia médica
En la cultura tradicional china, que era una sociedad patriarcal basada en la ideología confuciana, el sistema sanitario estaba hecho a la medida de los hombres y no se daba prioridad a las mujeres. La cultura tradicional hacía hincapié en el papel de las abuelas en la gestión del parto. Desde entonces, la asistencia médica china ha experimentado muchas reformas y ha intentado proporcionar a hombres y mujeres una asistencia médica igualitaria.
La República Popular China ha promulgado varias leyes para proteger los derechos de salud de las mujeres, entre ellas la ley de atención materno-infantil. Esta ley y muchas otras se centran en la protección de los derechos de todas las mujeres de la República Popular China.
En los primeros años de la RPC, las comadronas tradicionales llegaron a ser consideradas sucias y poco científicas. En 1959, más de 750.000 comadronas habían sido reeducadas con algunas prácticas médicas modernas, pero sólo 5.300 eran comadronas con formación totalmente moderna. Con el programa chino de médicos descalzos, las practicantes perinatales eran a menudo mujeres mayores. Su labor fue eficaz, ya que gran parte del auge demográfico de los años 50 y 60 se debió al descenso de la mortalidad infantil.
Durante la Revolución Cultural (1966-1976), la República Popular China empezó a centrarse en la prestación de asistencia médica a las mujeres. Este cambio se hizo patente cuando se concedió asistencia médica a las mujeres trabajadoras. La política de asistencia médica exigía que todas las trabajadoras se sometieran anualmente a análisis de orina y exámenes vaginales.
Para las mujeres chinas de hoy en día, el tipo de cáncer más común es el cáncer de cuello uterino. La Organización Mundial de la Salud (OMS) sugiere utilizar el cribado rutinario para detectar el cáncer de cuello de útero. Sin embargo, la información sobre el cribado del cáncer de cuello de útero no está ampliamente disponible para las mujeres en China.
El aborto en China es legal y generalmente accesible. Los abortos están ampliamente aceptados y disponibles para todas las mujeres a través del programa de planificación familiar de China, los hospitales públicos, los hospitales privados y las clínicas de todo el país. En agosto de 2022, la Comisión Nacional de Salud anunció que dirigiría las medidas hacia «la prevención de los embarazos no deseados y la reducción de los abortos que no son médicamente necesarios» en un esfuerzo por impulsar el crecimiento de la población. Las medidas de apoyo anunciadas incluyen mejoras en materia de seguros y fiscalidad, mejoras para la educación y la vivienda, y el estímulo a los gobiernos locales para que impulsen los servicios de atención a la infancia y los lugares de trabajo favorables a la familia.

## Minorías étnicas y religiosas
Tras la fundación de la República Popular China en 1949, las autoridades del gobierno comunista calificaron las costumbres musulmanas tradicionales sobre las mujeres de «retrógradas o feudales».
Las mujeres musulmanas hui han interiorizado el concepto de igualdad de género porque se consideran no sólo musulmanas sino ciudadanas chinas, por lo que tienen potestad para ejercer derechos como el de iniciar el divorcio.
Una característica única del islam en China es la presencia de mezquitas sólo para mujeres. Las mujeres en China pueden actuar como líderes de oración y también convertirse en imanes. Las mezquitas exclusivamente femeninas otorgan a las mujeres más poder sobre los asuntos religiosos. Esto es poco frecuente según los estándares mundiales. En comparación, la primera mezquita sólo para mujeres en Estados Unidos no se inauguró hasta enero de 2015.
Entre el pueblo hui (pero no entre otras minorías étnicas musulmanas como los uigures) las escuelas coránicas para niñas evolucionaron hasta convertirse en mezquitas sólo para mujeres y éstas actuaron como imanes ya en 1820. Estas imanes se conocen como «女阿訇» [nü ahong], es decir, «akhund femeninas», y guían a las musulmanas en el culto y la oración.
Debido a que Pekín ejerce un férreo control sobre las prácticas religiosas, los musulmanes chinos están aislados de las tendencias del islam radical que surgieron tras la Revolución iraní de 1979. Según el Dr. Khaled Abou El Fadl, de la Universidad de California en Los Ángeles, esto explica que en China sigan existiendo mujeres imán, una antigua tradición acabada hace tiempo en otros lugares.
Entre los uigures, se creía que Dios había diseñado a las mujeres para soportar penurias y trabajar. La palabra para «desvalida», ʿājiza, se utilizaba para las mujeres que no estaban casadas, mientras que a las casadas se las llamaba mazlūm en Xinjiang; sin embargo, el divorcio y las segundas nupcias eran fáciles para las mujeres. El dialecto uigur moderno de Turfán utiliza la palabra árabe para oprimida, maẓlum, para referirse a la «anciana casada» y la pronuncia como mäzim. Normalmente se hacía referencia a las mujeres como «persona oprimida» (mazlum-kishi). 13 o 12 años era la edad de matrimonio para las mujeres en Jotán, Yarkand y Kasgar.
Durante los últimos años de la China imperial, los misioneros cristianos suecos observaron las condiciones de opresión de las mujeres musulmanas uigures en Xinjiang durante su estancia entre 1892 y 1938. Las mujeres musulmanas uigures estaban oprimidas y a menudo ocupaban puestos en el servicio doméstico, mientras que las chinas han eran libres y podían elegir su profesión. Cuando las mujeres musulmanas uigures se casaban con hombres chinos han, eran odiadas por sus familias y su pueblo. Los musulmanes uigures consideraban a las mujeres solteras no desposadas como prostitutas y les tenían un desprecio extremo. Los matrimonios infantiles de niñas eran muy comunes y los uigures llamaban a las niñas «pasadas» si no se casaban a los 15 o 16 años. Se permitían cuatro esposas junto con cualquier número de matrimonios temporales contraídos por los mulás con «esposas de placer» durante un periodo de tiempo determinado. El divorcio y el matrimonio eran una práctica corriente, cada uno de ellos dirigido simultáneamente por los mulás, y algunos hombres se casaban con cientos de mujeres y podían divorciarse de sus esposas sin motivo determinado. Se obligaba a las esposas a permanecer en el hogar, a ser obedientes a sus maridos y se las juzgaba según el número de hijos que pudieran tener. Las mujeres no casadas eran vistas como putas y muchos niños nacían con enfermedades venéreas.
El nacimiento de una niña era visto como una terrible calamidad por los musulmanes uigures locales y los niños valían más para ellos. El flujo constante de matrimonios y divorcios hacía que los niños fueran maltratados por los padrastros.
Un misionero sueco dijo: «Estas chicas eran seguramente las primeras del Turkestán oriental que habían tenido una verdadera juventud antes de casarse. La mujer musulmana no tiene juventud. Directamente del juego despreocupado de la infancia, entra en el amargo trabajo cotidiano de la vida... No es más que una niña y una esposa». El matrimonio de la niña de 9 años Aisha con el profeta Mahoma fue citado por los musulmanes uigures para justificar el matrimonio de las niñas, a las que consideran meros productos. Los musulmanes también atacaron a la misión cristiana sueca y a los hindúes residentes en la ciudad. Las presiones de los misioneros cristianos suecos consiguieron que el gobernador chino de Urumqi prohibiera el matrimonio infantil de niñas menores de 15 años, aunque los musulmanes uigures hicieron caso omiso de la ley.

## Control demográfico

### Política de hijo único
En 1956, el gobierno chino anunció públicamente su objetivo de controlar el aumento exponencial de la población. El gobierno planeaba utilizar la educación y la publicidad como principales modos de aumentar la concienciación. Zhou Enlai lanzó el primer programa para familias más pequeñas bajo la dirección de Madame Li Teh-chuan, la ministra de Salud de la época. Durante esta época, la planificación familiar y el uso de anticonceptivos fueron muy publicitados y fomentados.
La política de hijo único, iniciada en 1978 y aplicada por primera vez en 1979, ordenaba que cada pareja casada sólo podía tener un hijo salvo en caso de circunstancias especiales. Estas condiciones incluían, «el nacimiento de un primer hijo que haya desarrollado una discapacidad no hereditaria que le dificulte realizar un trabajo productivo más adelante en su vida, el hecho de que tanto el marido como la mujer sean a su vez hijos únicos, un diagnóstico erróneo de esterilidad en la mujer combinado con el paso de más de cinco años después de la adopción de un niño, y que los cónyuges vuelvan a casarse y tengan entre los dos un solo hijo». La ley fue sustituida por una política de dos hijos en 2015, y luego por una política de tres hijos en 2021. El 26 de julio de 2021 se levantaron todas las restricciones, permitiendo a las parejas chinas tener cualquier número de hijos.

### Aborto selectivo por sexo
En China, tradicionalmente se considera que los varones tienen más valor para una familia porque asumen mayores responsabilidades, tienen capacidad para ganar salarios más altos, continúan la línea familiar, reciben una herencia y pueden cuidar de sus padres ancianos. La preferencia por los hijos varones unida a la política de hijo único han provocado una elevada tasa de aborto selectivo por sexo en China. Por lo tanto, China continental tiene una proporción de sexos altamente masculina. Amartya Sen, economista galardonado con el Premio Nobel, afirmó en 1990 que faltaban más de 100 millones de mujeres en el mundo, y que sólo en China faltaban 50 millones. Sen atribuyó el déficit en el número de mujeres al aborto selectivo por sexo, al infanticidio femenino y a la alimentación inadecuada de las niñas, todo ello agravado por la política de hijo único.
En 1986, la Comisión Nacional de Planificación Familiar y el Ministerio de Salud prohibieron la determinación prenatal del sexo, excepto cuando se trata de diagnosticar enfermedades hereditarias.: 191  Los individuos o las clínicas que violan la prohibición están sujetos a multas. : 191  Esta prohibición se reafirmó repetidamente en los años ochenta, noventa y principios de la década de 2000.: 191  Desde la década de 1990, los esfuerzos del gobierno para promover la igualdad entre hijas e hijos en la planificación familiar y para eliminar la tradicional preferencia por el hijo varón en China han aumentado, acelerándose aún más tras la campaña nacional «Cuidar de las niñas», patrocinada por Naciones Unidas en 2003. : 6–7  Los abortos selectivos en función del sexo son ilegales en China.
La proporción de sexos entre nacimientos masculinos y femeninos en China continental alcanzó 117:100 en el año 2000, sustancialmente más masculina que la línea de base natural, que oscila entre 103:100 y 107:100. Había pasado de 108:100 en 1981 (el límite de la línea de base natural) a 111:100 en 1990.
Cuando las políticas de planificación familiar limitaban el número de hijos que podía tener una familia, se ejercía una inmensa presión social sobre las mujeres. Se culpaba sobre todo a las mujeres cuando daban a luz a una niña. Las mujeres eran sometidas a abortos forzados si parían una niña. Esta situación provocó un aumento de las tasas de infanticidio femenino y de muertes de mujeres en China.
Otras regiones asiáticas también presentan ratios superiores a la media, como Taiwán (110:100), que no cuenta con una política de planificación familiar. Numerosos estudios han explorado la razón de la disparidad de la natalidad en función del sexo tanto en China como en otros países. Un estudio realizado en 1990 atribuyó la elevada preponderancia de nacimientos masculinos declarados en China continental a cuatro causas principales: enfermedades que afectan más gravemente a las mujeres que a los hombres; el resultado de una infradeclaración generalizada de nacimientos femeninos; la práctica ilegal del aborto selectivo por sexo, posible gracias a la amplia disponibilidad de ecógrafos; y, por último, los actos de abandono infantil e infanticidio.

### Campaña Puño de Hierro
Según informes de Amnistía Internacional, los funcionarios de planificación familiar de la ciudad de Puning, en la provincia de Cantón, lanzaron la Campaña del Puño de Hierro en abril de 2010. Esta campaña tenía como objetivo la esterilización de individuos en un intento de controlar el crecimiento de la población. Se pidió a las personas objetivo que acudieran a clínicas gubernamentales donde serían esterilizadas. Si se negaban a someterse al procedimiento, sus familias corrían el riesgo de ser detenidas.
La Campaña del Puño de Hierro duró 20 días y afectó a 9.559 personas. Aproximadamente el 50% dio su consentimiento y 1.377 familiares de las parejas afectadas fueron detenidos. Los funcionarios de planificación familiar defendieron la Campaña del Puño de Hierro, afirmando que la gran población de trabajadores emigrantes de Puning malinterpretó la política de hijo único y, por lo tanto, no había cumplido las normas de planificación familiar. En un intento de normalizar las políticas de planificación familiar en toda China, se aplicó la Ley de Población y Planificación Familiar de 2002, que protege los derechos individuales y prohíbe el uso de la coacción o la detención.

## Propiedad de bienes inmuebles
En la China actual, las mujeres disfrutan de igualdad de derechos legales a la propiedad, pero en la práctica, estos derechos pueden ser rescindidos. Históricamente, las mujeres chinas han tenido pocos derechos sobre la propiedad privada, tanto por las costumbres sociales como por la ley. En la China imperial (antes de 1911 E.C.), los hogares familiares poseían la propiedad de forma colectiva, y no como miembros individuales del hogar. Esta propiedad pertenecía habitualmente al clan familiar ancestral, y el control legal correspondía al cabeza de familia, o al varón de mayor edad.
La ascendencia en la China imperial era patrilineal, o se transmitía a través del varón, y las mujeres no podían compartir la propiedad familiar. A la muerte del cabeza de familia, la propiedad pasaba al hijo mayor. En ausencia de un hijo varón apto, una familia adoptaba a menudo a un hijo varón para continuar la línea familiar y la propiedad. Sin embargo, como señala Kathryn Bernhardt, estudiosa de la historia china, casi una de cada tres mujeres durante la dinastía Song (960-1279 d. C.) no tenía hermanos ni hijos varones, lo que les dejaba cierto poder sobre la propiedad familiar. En estos casos, las hijas solteras recibían las propiedades de sus padres en ausencia de descendientes masculinos directos, o una viuda soltera elegía al heredero familiar. Una ley promulgada durante la dinastía Ming (1368-1644 E.C.) exigía que, en ausencia de un descendiente varón directo, los bienes de un hombre pasaran a sus sobrinos. Con este cambio en la ley, el acceso de las mujeres a la propiedad privada quedó aún más restringido. En ese momento, sólo si ninguno de los hijos de un hombre y ninguno de los hijos de sus hermanos estaban vivos para heredar una propiedad, una hija recibiría la herencia.
En la mayoría de los casos, el mayor control sobre la propiedad familiar que recibía una viuda era la manutención, o la facultad de controlar la propiedad mientras un heredero alcanzaba la mayoría de edad. En algunos casos, tras algunas reformas en la dinastía Qing (1644-1912), algunas mujeres podían conservar la manutención sobre los bienes indivisos incluso después de que sus hijos varones alcanzaran la mayoría de edad. La ley durante la época republicana interpretó esto en el sentido de que las viudas tenían poder total sobre los hijos en el control de la propiedad familiar.
El Kuomintang, que asumió el poder en China en 1911, abogó públicamente por la igualdad de género, aunque no se produjeron muchos cambios en los derechos de propiedad hasta la promulgación del Código Civil Republicano en 1930, que modificó las definiciones de propiedad y herencia familiar. El código especificaba que la propiedad familiar pertenecía legalmente al padre, sin conexión con el clan ancestral. La herencia de estos bienes se basaba en el linaje directo, independientemente del sexo, de modo que los hijos y las hijas recibían una parte igual de los bienes familiares a la muerte de sus padres. Además, el testamento de un hombre o la designación de un heredero diferente no podían eludir por completo las estructuras de herencia establecidas por ley, lo que impedía que las familias se aferraran a costumbres discriminatorias por razón de sexo. A pesar de la redacción equitativa de la ley sobre la propiedad, algunos estudiosos, como Deborah Davis y Kathryn Bernhardt, señalan que las definiciones legales relativas a la propiedad pueden no haber cambiado del todo las prácticas del público en general.
La República Popular China (RPC), que asumió el control en 1949, también prometió la igualdad de género. El planteamiento de la RPC era diferente al del Kuomintang. Con respecto a la tierra, toda la tierra era propiedad del Estado y se asignaba para que la gente la utilizara, por lo que técnicamente ningún individuo, hombre o mujer, poseía tierra. En 1978, el gobierno chino estableció un sistema de agricultura familiar que dividía la tierra agrícola en pequeñas parcelas para que los pueblos las asignaran a los ciudadanos.
La tierra se distribuía a los hogares cuya responsabilidad legal recaía en el cabeza de familia o en el varón de más edad. El acceso de una mujer a la tierra dependía entonces de que formara parte de un hogar. Se suponía técnicamente que el arrendamiento de la tierra se transfería con el matrimonio a la familia conyugal de la mujer, lo que significaba que las mujeres podían perder potencialmente la tierra al casarse. En algunas zonas rurales, las mujeres pueden perder sus derechos de propiedad si se casan fuera de su pueblo.
Para los bienes distintos de la tierra, las nuevas leyes chinas permiten distinguir entre propiedad personal y comunal. Las parejas casadas pueden poseer simultáneamente algunas cosas individualmente mientras comparten otras con su cónyuge y su familia. En lo que respecta al divorcio, la ley china suele exigir un reparto de los bienes al 50%. La Ley del Matrimonio de 1980 definió diferentes tipos de divorcio que dividirían los bienes conyugales de forma diferente, como los casos de adulterio o violencia doméstica.
Dado que la mayoría de las disputas de divorcio se resuelven a nivel local, la ley permite a los tribunales revisar situaciones específicas y tomar decisiones en el mejor interés de los hijos. Típicamente, tal decisión favorecería simultáneamente a la madre, especialmente en disputas sobre una casa donde vivirían los niños. En algunas disputas de divorcio se distinguiría entre «propiedad» y «uso» sobre la propiedad, otorgando a la madre y al hijo el «uso» de la casa familiar sin conceder a la madre la plena propiedad de la casa.

## Empleabilidad
Si se utiliza la participación de la mano de obra femenina como indicador para medir la igualdad de género, China sería uno de los países más igualitarios del mundo: la participación de la mano de obra femenina en China aumentó drásticamente tras la fundación de la República Popular y casi alcanzó un nivel universal. La participación de la mujer en la población activa era un objetivo político desde 1949, y aumentó enormemente durante el Gran Salto Adelante, ya que la necesidad de movilizar toda la mano de obra en ese periodo hizo que las mujeres asumieran funciones tradicionalmente masculinas.
Según un estudio de Bauer et al., de las mujeres que se casaron entre 1950 y 1965, el 70 por ciento tenía trabajo, y de las mujeres que se casaron entre 1966 y 1976, el 92 por ciento tenía trabajo. En 1982, las mujeres trabajadoras chinas representaban el 43% de la población total, una proporción mayor que la de las mujeres trabajadoras estadounidenses (35,3%) o japonesas (36%). Como resultado de la mayor participación en la población activa, la contribución de las mujeres a los ingresos familiares aumentó del 20 por ciento en la década de 1950 al 40 por ciento en la de 1990.
China tiene la mano de obra técnica y profesional más equilibrada entre hombres y mujeres del mundo y una igualdad salarial excepcional entre mujeres y hombres.: 1 

### Trabajo rural
En la China tradicional, la tierra se transmitía de padres a hijos y, en caso de no tener hijos, se cedía a un pariente masculino cercano. Aunque en el pasado a las mujeres chinas no se les concedía la propiedad de la tierra, hoy en día, en las zonas rurales de la República Popular China, las mujeres desempeñan un papel fundamental en la agricultura, lo que les permite controlar las fuentes centrales de producción de la zona.
La población afecta en gran medida al modo de cultivo que se utiliza, lo que determina las tareas que desempeñan las mujeres. Según el tishwayan Thomas Rawski, profesor de Economía e Historia de la Universidad de Pittsburgh, el método de cultivo itinerante se utiliza en las zonas menos pobladas y hace que las mujeres realicen más tareas agrícolas, mientras que en las zonas más pobladas se utiliza el complicado cultivo por arado.
Los hombres suelen realizar el cultivo con arado, pero durante los periodos de gran demanda las mujeres colaboran en las tareas agrícolas de siembra, cosecha y transporte. Las mujeres también desempeñan papeles clave en el cultivo del té y en el doble cultivo del arroz. Los ingresos agrícolas se complementan con el trabajo de las mujeres en la cría de animales, el hilado, la construcción de cestas, el tejido y la producción de otras artesanías diversas.

### Trabajo urbano y migrante
En China, sólo la persona que trabaja (no su cónyuge) recibe prestaciones de la seguridad social.: 241   Este es un factor que contribuye a la elevada participación de las mujeres en el trabajo urbano.: 241 
La dependencia de la República Popular China de la fabricación con salarios bajos para producir bienes destinados al mercado internacional se debe a los cambios en las políticas económicas chinas. Estas políticas económicas también han fomentado las industrias de exportación. Las zonas industriales urbanas cuentan con jóvenes trabajadoras inmigrantes que abandonan sus hogares rurales. Dado que los varones tienen más probabilidades que las mujeres de asistir a la universidad, las mujeres rurales suelen emigrar al empleo urbano con la esperanza de complementar los ingresos de sus familias.
En 1984, la reforma del Reglamento de Registro de Residencia Permanente marcó un aumento de la migración de los trabajadores chinos rurales. A medida que las restricciones a la residencia se hicieron más laxas, menos penalizadoras, y permitieron a la gente viajar para encontrar empleo, más mujeres se dedicaron al trabajo migrante. En las ciudades, las mujeres podían encontrar un trabajo mal pagado como obreras de fábrica. Estas mayores oportunidades de empleo atrajeron a las mujeres de las zonas rurales con la esperanza de escapar de la pobreza.Aunque este sistema reformado permitió la migración de los residentes rurales, les prohibió aceptar cualquier prestación en las ciudades o cambiar su residencia permanente, lo que llevó a que la mayoría de los trabajadores migrantes no recibieran ningún tipo de atención médica, educación o vivienda.
A nivel nacional, el número de trabajadores inmigrantes varones supera al de mujeres en una proporción de 2 a 1, es decir, las mujeres representan alrededor del 30% de la llamada «población flotante».Sin embargo, en algunas zonas, en la provincia de Cantón, por ejemplo, la proporción favorece a las mujeres. En el distrito industrial de Nanshan, en Shenzhen, el 80% de los trabajadores inmigrantes eran mujeres. La preferencia por las mujeres más jóvenes frente a las de más edad ha dado lugar a una población predominantemente joven de trabajadores migrantes.
Las mujeres casadas tienen más restricciones de movilidad debido a sus obligaciones con la familia, mientras que las más jóvenes tienen más probabilidades de no estar casadas. Además, las mujeres rurales más jóvenes tienen menos probabilidades de quedarse embarazadas, poseen dedos ágiles, son más capaces de trabajar más horas y conocen menos sus derechos legales. Para las mujeres que consiguen un empleo, se enfrentan entonces a la posibilidad de verse obligadas a firmar un contrato que les prohíbe quedarse embarazadas o casarse durante su periodo de empleo. La legislación china obliga a cubrir la baja por maternidad y los costes del parto. Estas leyes de maternidad han provocado la reticencia de los empresarios a contratar mujeres.

### Oficios y profesiones estereotípicamente "femeninos"
Junto con las reformas económicas en China, las diferencias de género en términos de apariencia física y gestos corporales se han hecho más visibles a través de los medios de comunicación y el comercio. Esto ha creado puestos de trabajo que exigen atributos estereotípicamente femeninos, sobre todo en el sector servicios. Las dependientas de las tiendas de cosméticos y ropa suelen ser mujeres jóvenes y atractivas que cultivan continuamente su apariencia femenina, que se corresponde con las imágenes de las mujeres que aparecen en los anuncios.
Hoy en día, las mujeres chinas también dominan otros ámbitos de la formación profesional como la psicoterapia. Los cursos y talleres de psicoterapia atraen a mujeres de diferentes edades que sienten la carga de dominar con sensibilidad las relaciones sociales dentro y fuera de sus hogares y, al mismo tiempo, como un canal para realizarse como individuos no reducidos a sus papeles familiares de madres o esposas.

### Mujeres ejecutivas
Las mujeres están sustancialmente menos representadas en la alta dirección que los hombres.: 1–2  Según la Base de Datos de Investigación Contable y Bursátil de China, la proporción de mujeres ejecutivas de las empresas chinas que cotizan en bolsa ha aumentado en cohortes de edad desde los ejecutivos nacidos en la década de 1950 hasta los ejecutivos nacidos en la década de 1990. : 70  En 2017, sólo el 12% de los ejecutivos nacidos en la década de 1950 eran mujeres, frente al 23% de los nacidos en la década de 1970, el 35% de los nacidos en la década de 1980 y el 42% de los nacidos en la década de 1990.: 70 

### Mujeres multimillonarias
En 2018, de todas las mujeres multimillonarias por méritos propios del mundo, el 61% eran de China, incluidas nueve de las 10 primeras, así como la mujer multimillonaria por méritos propios más rica del mundo, Zhong Huijuan.

## Mujeres en la política
Mao Zedong estableció una cuota para la inclusión de mujeres en la dirección del Partido Comunista, aunque pocas mujeres han alcanzado los puestos más altos del Partido.: 62 
Las mujeres rurales tuvieron un impacto significativo en el movimiento de reforma agraria de China, y el Partido Comunista realizó esfuerzos específicos para movilizarlas en favor de la revolución agraria. Los activistas del partido observaron que, dado que las campesinas estaban menos vinculadas a las viejas estructuras de poder, se oponían más fácilmente a quienes eran identificados como enemigos de clase. En 1947, Deng Yingchao subrayó en una reunión sobre política de reforma agraria que «las mujeres funcionan como grandes movilizadoras cuando hablan con amargura». La Federación Panchina de Mujeres hizo un llamamiento a las activistas del Partido para que animaran a las campesinas a comprender su «especial amargura» desde una perspectiva de clase. Las activistas ayudaron a las campesinas a prepararse para hablar en público, incluso representando el papel de terratenientes para ayudar a esas mujeres a practicar.
Durante la Revolución Cultural, dos mujeres que eran trabajadoras modelo (Wu Guixian y Li Suwen) llegaron a convertirse en líderes políticas a nivel nacional en sólo siete años.: 160 
La desventaja política de las mujeres es más evidente en su grave infrarrepresentación en los puestos políticos más poderosos. En el nivel más alto de la toma de decisiones, ninguna mujer ha figurado nunca entre los nueve miembros del Comité Permanente del Politburó del Partido Comunista. Sólo 3 de los 27 ministros del gobierno son mujeres y, lo que es más importante, desde 1997, China ha caído al puesto 53 desde el 16 del mundo en cuanto a representación femenina en su parlamento, la Asamblea Popular Nacional, según la Unión Interparlamentaria. Dirigentes del partido como Zhao Ziyang se han opuesto enérgicamente a la participación de las mujeres en el proceso político. Dentro del Partido Comunista Chino, las mujeres se enfrentan a un techo de cristal.
Desde principios de la década de 2000, la administración pública china ha institucionalizado las cuotas de contratación de mujeres (junto con otras cuotas para los no miembros del Partido Comunista y los grupos étnicos), con el fin de aumentar la representación en la función pública.: 147 
Por lo general, las mujeres chinas que se dedican a la política tienen un nivel de estudios superior al de los hombres: el 75% de ellas posee un título de posgrado, frente al 56% de los hombres.: 71 
Los comités de barrio del Partido Comunista suelen estar dirigidos por mujeres mayores.: 118 

## Crímenes contra mujeres

### Violencia doméstica
En Henan, en la década de 1980, la activista Liang Jun hizo campaña contra la violencia doméstica. En 2004, la Federación Panchina de Mujeres recopiló los resultados de una encuesta que mostraba que el 30% de las familias chinas sufrían violencia doméstica, y que el 16% de los hombres habían golpeado a sus esposas. En 2003, el porcentaje de mujeres que maltrataban domésticamente a los hombres aumentó, con un 10% de violencia familiar con víctimas masculinas. La Ley del Matrimonio china se enmendó en 2001 para ofrecer servicios de mediación e indemnizaciones a las víctimas de la violencia doméstica. La violencia doméstica se tipificó finalmente como delito con la enmienda de 2005 de la Ley de Protección de los Derechos e Intereses de la Mujer. Sin embargo, la falta de concienciación pública sobre la enmienda de 2005 ha permitido que persista el maltrato conyugal.
En 2022, el más alto tribunal chino emitió unas directrices que facilitan a las víctimas de violencia doméstica la obtención de órdenes de protección personal. Las directrices amplían la definición de violencia doméstica para incluir conductas adicionales como el acoso, el hostigamiento y el abuso verbal; también rebajan el umbral de la prueba.

### Seguridad de las mujeres
En general, se considera que China es un lugar seguro para las mujeres, ya que tiene uno de los índices de delincuencia más bajos del mundo. Sin embargo, la delincuencia no se denuncia sistemáticamente y las mujeres siguen sufriendo discriminación en los espacios públicos y privados.
En los últimos años, con el auge de las voces feministas en las plataformas de medios sociales de China, se han podido denunciar muchos incidentes de violencia. Una de las incidencias que desató más indignación y miedo fue el ataque en el restaurante 2022 de Tangshan. El 10 de junio de 2022, un grupo de hombres agredió brutalmente a cuatro mujeres en un restaurante de barbacoa del distrito de Lubei, en Tangshan, a medianoche. Un hombre borracho, tras su intento fallido de acosar sexualmente a una mujer, se irritó y, junto con sus compañeros, atacó violentamente a cuatro mujeres en el restaurante. El informe de la incidencia y las imágenes del circuito cerrado de televisión del restaurante se colgaron en Internet y circularon rápidamente.
Los funcionarios del gobierno, tras producirse el ataque, ofrecieron inicialmente versiones contradictorias sobre el manejo de los sospechosos. En una entrevista con el periódico The Paper en la tarde del 10 de junio, la policía de Tangshan afirmó que había detenido a los sospechosos justo después de la incidencia, mientras que el secretario de la Comisión de Asuntos Políticos y Jurídicos de Tangshan dijo que la policía seguía buscando a los sospechosos. El 11 de junio, todos los sospechosos fueron detenidos.
También se generó un intenso debate público sobre si dicho ataque era relevante para las cuestiones de género. Varias autoridades chinas negaron la importancia del género en el ataque, alegando que se trataba de seguridad pública pero no de la seguridad de las mujeres en concreto. Y muchos creyeron que la culpa debía recaer sobre estos atacantes concretos en lugar de generalizarla a «todos los hombres». Sin embargo, muchas feministas discreparon de ese punto de vista y se mostraron indignadas. Pensaban que esas voces descartaban esencialmente que el origen del ataque fuera un intento fallido de acoso sexual hacia las mujeres y restaban importancia a la violencia estructural que sufren las mujeres en la vida cotidiana.

### Vendado de pies

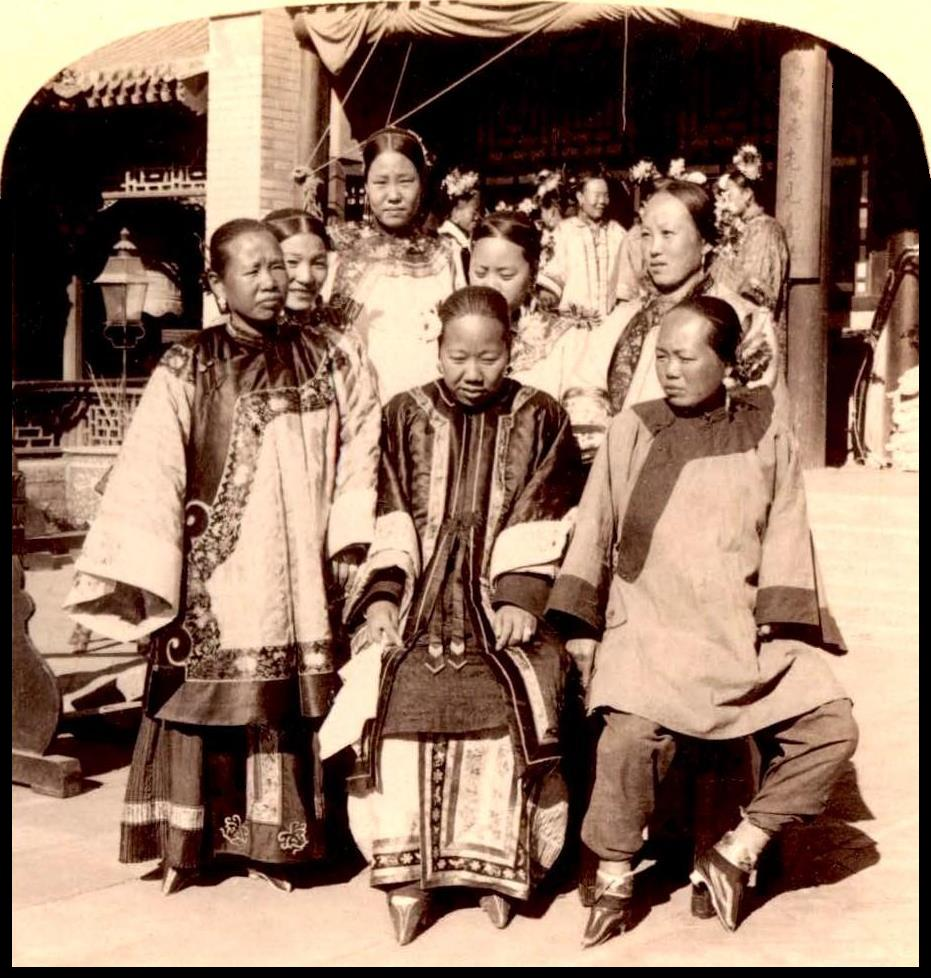
Mujeres con pies vendados en 1900.

En 1912, tras la caída de la dinastía Qing y el fin del dominio imperial, el gobierno republicano prohibió el vendado de pies, y las actitudes populares hacia esta práctica empezaron a cambiar a finales del siglo XIX. Las mujeres con los pies vendados se convirtieron en el símbolo de un Estado chino débil. El colonialismo influyó enormemente en el cambio de actitud de los hombres de la élite china en torno al vendado de pies. A medida que los comentaristas occidentales denunciaban el vendado de pies, «la élite china llegó rápidamente a entender el vendado de pies como algo bárbaro, doloroso, perjudicial para la salud de la mujer y la maternidad, no científico...» y más. Aunque prohibida, la práctica continuó en muchas zonas. En 1949, se consiguió la prohibición de la práctica del vendado de pies. Según Dorothy Y. Ko, los pies vendados pueden verse como una nota a pie de página de «todo lo que estaba mal en la China tradicional: opresión de la mujer, aislacionismo, despotismo y desprecio por los derechos humanos». Sin embargo, también pueden verse como un empoderamiento femenino dentro de una sociedad patriarcal tradicional.

### Trata de personas
En la década de 1950, Mao Zedong, el primer presidente del Comité Central del Partido Comunista Chino, lanzó una campaña para erradicar la prostitución en toda China. La campaña hizo que el acto de traficar con mujeres fuera severamente castigado por la ley. Un componente importante era el programa de reinserción en el que las prostitutas y las mujeres víctimas del tráfico recibían «tratamiento médico, reforma del pensamiento, formación laboral y reintegración familiar». Desde la reforma económica de 1979, el tráfico sexual y otros vicios sociales han resurgido.
Según el Proyecto Interinstitucional de las Naciones Unidas sobre la Trata de Seres Humanos (UNIAP), China es tanto el origen como el destino de la trata de seres humanos. Los informes del UNIAP muestran que, con el aumento de la migración interprovincial dentro del país, las mujeres chinas de entre 16 y 20 años son las principales víctimas de la trata. Las provincias del sudeste, como Yunnan y Guizhou, son las principales provincias de origen, mientras que Fujian, Cantón y Shandong son las principales provincias de destino de la trata. El tráfico transfronterizo de mujeres también es frecuente en China. Muchas inmigrantes de Vietnam, Rusia, Corea y Myanmar son objeto de trata en China y vendidas con fines como la explotación sexual comercial y el matrimonio forzado. El enorme mercado de la trata de personas se debe en parte a la desigual proporción entre hombres y mujeres provocada por la política de hijo único. El aumento de la soltería en China produce una gran demanda de tráfico de novias. Las mujeres víctimas de la trata son secuestradas de sus casas y vendidas a bandas que trafican con mujeres, a menudo desplazándolas grandes distancias, lo que dificulta su huida. Los hombres que compran a las mujeres no suelen permitirles salir de casa y se quedan con su documentación. Muchas mujeres se quedan embarazadas y tienen hijos, y se ven obligadas a mantener a su familia.
En los últimos años, China ha aprobado una serie de leyes contra la trata, incluida la última declaración «Notificación de la Oficina General del Consejo de Estado sobre la publicación del Plan de Acción de China contra el Secuestro y la Trata de Seres Humanos (2021-2030)», publicada en 2021. Sin embargo, casos recientes de trata, como el extendido incidente de la mujer encadenada de Xuzhou, han puesto en duda la aplicación efectiva de las leyes contra la trata en China. El 28 de enero de 2022, un vídeo que mostraba a una mujer mentalmente traumatizada y encadenada a la pared en Fengxian, Xuzhou, por su marido se hizo viral en las plataformas sociales. El gobierno emitió inicialmente un comunicado en el que afirmaba que la mujer estaba legalmente casada con el marido. A medida que crecía el escepticismo del público, la declaración fue anulada por el equipo de investigación de la policía, que verificó que se trataba en realidad de un caso de trata de personas. Más tarde, el gobierno afirmó haber localizado la verdadera identidad de la mujer, aunque muchos seguían mostrándose muy escépticos sobre el resultado de la investigación oficial. Wuyi, una voluntaria que fue a Xuzhou para seguir investigando por su cuenta, se encontró con la obstrucción del Estado y ha estado encarcelada desde entonces.

### Prostitución
Poco después de tomar el poder en 1949, el Partido Comunista Chino emprendió una serie de campañas que supuestamente erradicaron la prostitución de la China continental a principios de la década de 1960. Desde la relajación de los controles gubernamentales sobre la sociedad a principios de la década de 1980, la prostitución en China continental no sólo se ha hecho más visible, sino que ahora puede encontrarse tanto en zonas urbanas como rurales. A pesar de los esfuerzos del gobierno, la prostitución se ha desarrollado hasta el punto de constituir una industria que implica a un gran número de personas y produce un importante rendimiento económico.
La prostitución también se ha asociado a una serie de problemas, como el crimen organizado, la corrupción gubernamental y las enfermedades de transmisión sexual. Debido a la historia de China de favorecer a los hijos sobre las hijas en la familia, ha habido un número desproporcionadamente mayor de hombres de edad casadera incapaces de encontrar mujeres disponibles, por lo que algunos recurren a las prostitutas en su lugar.

## Lecturas complementarias
- Moktan, Kathleen M.; Ramesh, Subramaniam (1998). Women in the People’s Republic of People’s Republic of China (Country Briefing Paper) [Mujeres en la República Popular China (Documento informativo sobre el país)] (en inglés). Asian Development Bank. ISBN 971-561-200-8.
- Burton, Margaret E. (1912). «Notable Women of Modern China» [Mujeres notables de la China moderna]. www.gutenberg.org (en inglés). Consultado el 11 de noviembre de 2024.
- King, Dean (2010). Unbound: A True Story of War, Love, and Survival [Sin ataduras: Una historia real de guerra, amor y supervivencia] (en inglés). Little, Brown and Company. ISBN 978-0-316-16708-6.
- Lee, Lily Xiao Hong; Stefanowska, A. D., eds. (2007). «Biographical Dictionary of Chinese Women: Antiquity Through Sui, 1600 B.C.E.-618 C.E.» [Diccionario biográfico de mujeres chinas: De la Antigüedad a Sui, 1600 a.C.-618 d.C.]. University of Hong Kong Libraries (en inglés) (M.E. Sharpe) (10, 14, 21). ISBN 978-0765641823.
- Lee, Lily Xiao Hong; Stefanowska, A. D.; Ho, Clara Wing-chung, eds. (1998). «Biographical Dictionary of Chinese Women: The Qing Period, 1644-1911» [Diccionario biográfico de mujeres chinas: El periodo Qing, 1644-1911]. University of Hong Kong Libraries (M.E. Sharpe). ISBN 978-0765618276.
- Karl, Rebecca E. (22 de julio de 2011). «The State of Chinese Women's History» [Estado de la historia de la mujer china]. Gender & History (en inglés) 23 (2): 430-441. S2CID 145575848. doi:10.1111/j.1468-0424.2011.01647.x. (requiere suscripción).
- Wang, Zheng (2017). Finding women in the state: a socialist feminist revolution in the People's Republic of China, 1949-1964 [Las mujeres en el Estado: una revolución feminista socialista en la República Popular China, 1949-1964] (en inglés). Berkeley: University of California Press. ISBN 978-0-520-29228-4. Consultado el 11 de noviembre de 2024. (requiere suscripción).
- Yinhe, Li (1996). 中國女性的性與愛 [Sexualidad y amor de la mujer china] (en chino). Hong Kong: Oxford University Press. ISBN 978-0-19-590050-7. Consultado el 11 de noviembre de 2024.
- Yinhe, Li (1997). 女性权力的崛起 [El poder creciente de las mujeres] (en chino). Chinese Social Science Press. ISBN 978-7-5004-2115-3. Consultado el 11 de noviembre de 2024.